# Mali udaljeni otoci SAD-a
Mali udaljeni otoci Sjedinjenih Američkih Država je statistička oznaka definirana kodom ISO 3166-1 Međunarodne organizacije za standardizaciju. Ulazni kod je ISO 3166-2:UM. Manji udaljeni otoci i skupine otoka sastoje se od osam otočnih područja SAD-a u Tihom oceanu (otok Baker, otok Howland, otok Jarvis, atol Johnston, greben Kingman, atol Midway, atol Palmyra i otok Wake) i jednog u Karipskom moru (otok Navassa).
Otoci, iako raštrkani po Tihom oceanu i prilično mali, imaju bogatu povijest i prirodnu baštinu, te su bili strateški vrlo važni. Gotovo neplodni Howland poznat je po tome što je bio otok na koji je namjeravala sletjeti Amelia Earhart, poznata američka pilotkinja koja je nestala na svom letu oko svijeta 1937. godine. Na otoku Wake, na kojem je živjela danas izumrla ptica neletačica, odvila se 1941., u Drugom svjetskom ratu velike bitka, a sredinom 20. stoljeća bio je važno sletno mjesto za zrakoplove koji su letjeli Pacifikom. Isto tako, atol Midway je dom mnogim koraljima i pticama, a bio je i središte poznate bitke iz Drugog svjetskog rata koja je pomogla preokrenuti tijek rata na Pacifiku. Drugi otoci, poput Palmyre, bogati su jedinstvenom biološkom raznolikošću, a na njima se također nalazila baza iz Drugog svjetskog rata. Atol Johnston bio je poznat otok po bazi u Hladnom ratu, kada je proširen i korišten za uništavanje zaliha kemijskog oružja; bilo je i mjesto nuklearne nesreće. Johnston je uvelike izmijenjen proširenjem zemljišta, dok su drugi gotovo netaknuti prirodni rezervati.

## Povijest
Godine 1936. počeo je program kolonizacije za naseljavanje Amerikanaca na Baker, Howland i Jarvis, ali su sva tri otoka evakuirana 1942. kao rezultat Drugog svjetskog rata.
ISO je 1986. godine uveo pojam "mali udaljeni otoci SAD-a". Od 1974. do 1986. pet otoka (otok Baker, otok Howland, otok Jarvis, atol Palmyra i greben Kingman) bili su grupirani pod pojmom razni pacifički otoci Sjedinjenih Država, s kodom ISO 3166. Šifra atola Midway bila je MI, atola Johnston JT, a kod otoka Wake bio je WK. Prije 1986., otok Navassa, zajedno s nekoliko malih otoka u Karipskom moru koji više nisu pod suverenitetom SAD-a, bili su grupirani pod pojmom Razni karipski otoci Sjedinjenih Američkih Država, s FIPS kodom zemlje BQ.
Naseljeni Stewartovi otoci, koji se nazivaju Sikaiana i sada su dio Salomonskih otoka, nisu uključeni u službene popise manjih udaljenih američkih otoka. Godine 1856. Tajno vijeće Kraljevine Havaja i kralj Kamehameha IV. izglasali su dobrovoljno ustupanje otoka. Kraljevstvo je kasnije postalo Republika Havaji, koja je u potpunosti pripojena SAD-u 1898. Godine 1959., rezultirajući federalni američki teritorij Hawaii, isključujući samo atol Palmyra i atol Midway, postao je američka država. Stanovnici otočja Stewart, koji su Polinežani poput domorodačkih Havajaca, a ne Melanežana, tvrdili su da su građani SAD-a otkako su otoci Stewart 1856. dani kralju Kamehamehi IV. i bili su dio Havaja u vrijeme Sjedinjenih Država. Aneksijom 1898., američka savezna vlada i vlada države Havaji neformalno prihvaćaju nedavno polaganje prava Solomonskih otoka na Stewartove otoke, a SAD ne polažu službene zahtjeve za suverenitet.

## Pregled
Osim atola Palmyra, svi ovi otoci su neinkorporirani neorganizirani teritoriji SAD-a. Trenutno nijedan od otoka nema stalnih stanovnika, iako je vojno osoblje, osoblje US Fish and Wildlife Service i privremeno stacionirano znanstveno i istraživačko osoblje raspoređeno na neke od otoka. Na Popis iz 2000. bilo je 315 ljudi na atolu Johnston i 1 osoba na otoku Wake. Teritorij atola Palmyra je inkorporirani teritorij, odvojen 1959. od ostatka bivšeg inkorporiranog teritorija Havaja kada su Havaji postali država.
Nije zabilježeno moderno starosjedilačko stanovništvo, osim na popisu iz 1940. godine. Tijekom kasnih 2010-ih, američka vojska počela je reinvestirati u aerodrom i drugu imovinu na otoku Wake.
Otoci su grupirani zajedno radi statističke pogodnosti. Njima se ne upravlja kolektivno, niti dijele jednu kulturnu ili političku povijest osim što su nenaseljeni otoci pod suverenitetom SAD-a. Svi su izvan carinskog područja SAD-a i nemaju carine. Osim atola Midway, pacifički otoci okruženi su velikim isključivim gospodarskim zonama i nalaze se unutar granica Nacionalnog spomenika Pacific Remote Islands Marine.
Zajedno su predstavljeni ISO 3166-1 alpha-2 kodom UM. Pojedinačni otoci imaju numeričke kodove ISO 3166-2.
Internetska domena najviše razine koda države (ccTLD) " .um" povijesno se dodjeljivala otocima; međutim, .um ccTLD je napušten u siječnju 2007.
Većina otoka u sklopu Malih vanjskih otoka SAD-a zatvorena je za javnost. Posjetiteljima otoka kao što je otok Jarvis potrebna je dozvola. Atol Palmyra je otvoren za javnost, ali do njega se ne može lako doći.

## Prijevoz

### Zračne luke
Zračne luke na Malim udaljenim otocima SAD-a kritične su točke za hitno slijetanje preko golemog Tihog oceana za sve vrste zrakoplova, omogućuju važnu vojnu prisutnost u ključnim strateškim zonama i imaju ograničene redovne komercijalne usluge. Slijedi popis otočkih zračnih luka s ICAO (IATA) kodovima:
- PLPA: Zračna luka Palmyra (Cooper), otok Cooper, atol Palmyra
- PMDY (MDY): Henderson Field, Sand Island, atol Midway
- PWAK (AWK): Zračna luka Wake Island, otok Wake

Ostale zračne luke uključuju:
- Zračna luka Johnston Atoll, atol Johnston (bivši PJON/JON): Zračna luka izgrađena je tijekom Drugog svjetskog rata i imala je značajan komercijalni promet tijekom druge polovice 20. stoljeća. Međutim, napušten je 2003.[15]
- Kamakaiwi Field: otok Howland (od 1937. do otprilike 1945.)[16]
- Greben Kingman: Pan American Airways koristio je lagunu kao stanicu na pola puta između Havaja i Američke Samoe za leteće brodove 1937. i 1938.[17]

### Morske luke
Tri otoka navedena su s lukama u Indeksu svjetskih luka, s brojem svjetske luke:
- 56325 JOHNSTON ATOLL: Johnston Atoll
- 56328 MIDWAY ISLAND: Atol Midway
- 56330 WAKE ISLAND: Otok Wake
- not listed WEST LAGOON: Atol Palmyra

Otoci Baker, Howland i Jarvis svaki imaju pristanište za male brodove. Greben Kingman i otok Navassa imaju samo sidrište na pučini.

## Otoci i atoli
| Atoll ili otok                                 | Površina (km2)                 | Laguna (km2)                   | Koordinate                            | NWR ustanovljen                | Pribavljen                     | FIPS Code                      | GEC                            |                                |                                |
| Sjeverni Tihi ocean, Sz Havaji                 | Sjeverni Tihi ocean, Sz Havaji | Sjeverni Tihi ocean, Sz Havaji | Sjeverni Tihi ocean, Sz Havaji        | Sjeverni Tihi ocean, Sz Havaji | Sjeverni Tihi ocean, Sz Havaji | Sjeverni Tihi ocean, Sz Havaji | Sjeverni Tihi ocean, Sz Havaji | Sjeverni Tihi ocean, Sz Havaji | Sjeverni Tihi ocean, Sz Havaji |
| ---------------------------------------------- | ------------------------------ | ------------------------------ | ------------------------------------- | ------------------------------ | ------------------------------ | ------------------------------ | ------------------------------ | ------------------------------ | ------------------------------ |
| Atol Midway                                    | 6.2                            | 40                             | 28°13′N 177°22′W / 28.217°N 177.367°W | 22. travnja 1988.              | 28. kolovoza 1867.             | 74300                          | MQ                             |                                |                                |
| Sjeverni Tihi ocean, raspršeni izolirani otoci |                                |                                |                                       |                                |                                |                                |                                |                                |                                |
| otok Wake                                      | 6.5                            | 6                              | 19°18′N 166°38′E / 19.300°N 166.633°E | 16. siječnja 2009.             | 17. siječnja 1899.             | 74450                          | WQ                             |                                |                                |
| Atol Johnston                                  | 2.6                            | 130                            | 16°45′N 169°31′W / 16.750°N 169.517°W | 29. lipnja 1926.               | 6. rujna 1859.                 | 74200                          | JQ                             |                                |                                |
| Sjeverni Tihi ocean, sjeverni Ekvatorski otoci |                                |                                |                                       |                                |                                |                                |                                |                                |                                |
| greben Kingman                                 | 0.01                           | 76                             | 6°24′N 162°24′W / 6.400°N 162.400°W   | 18. siječnja 2001.             | 8. veljače 1860.               | 74250                          | KQ                             |                                |                                |
| atol Palmyra                                   | 3.9                            | 15                             | 5°53′N 162°05′W / 5.883°N 162.083°W   | 18. siječnja 2001.             | 21. veljače 1912.              | 74400                          | LQ                             |                                |                                |
| North Pacific Ocean, Northern Otočje Phoenix   |                                |                                |                                       |                                |                                |                                |                                |                                |                                |
| otok Howland                                   | 2.6                            | –                              | 0°48′N 176°37′W / 0.800°N 176.617°W   | 27. lipnja 1974.               | 28. listopada 1856.            | 74100                          | HQ                             |                                |                                |
| otok Baker                                     | 2.1                            | –                              | 0°12′N 176°29′W / 0.200°N 176.483°W   | 27. lipnja 1974.               | 28. listopada 1856.            | 74050                          | FQ                             |                                |                                |
| Južni Tihi ocean, Središnji Ekvatorski otoci   |                                |                                |                                       |                                |                                |                                |                                |                                |                                |
| otok Jarvis                                    | 5.0                            | –                              | 0°22′S 160°01′W / 0.367°S 160.017°W   | 27. lipnja 1974.               | 28. listopada 1856.            | 74150                          | DQ                             |                                |                                |
| Karipsko more, Veliki Antili                   |                                |                                |                                       |                                |                                |                                |                                |                                |                                |
| otok Navassa                                   | 5.4                            | –                              | 18°24′N 75°01′W / 18.400°N 75.017°W   | 3. prosinca 1999.              | 31. listopada 1856.            | 74350                          | BQ                             |                                |                                |
| Karipsko more, raspršeni izolirani otočići     |                                |                                |                                       |                                |                                |                                |                                |                                |                                |
| Bajo Nuevo Bank                                | 0.02                           | 155                            | 15°53′N 78°38′W / 15.883°N 78.633°W   |                                | 22. studenoga 1869.            | (nema)                         | (nema)                         |                                |                                |
| Serranilla Bank                                | 0.02                           | 1200                           | 15°50′N 79°50′W / 15.833°N 79.833°W   |                                | 8. rujna 1879. 13. rujna 1880. | (nema)                         | (nema)                         |                                |                                |
| Mali udaljeni otoci SAD-a                      | 34.3                           | 267                            |                                       |                                |                                |                                |                                |                                |                                |

1. ↑  Svaki otok (osim Bajo Nuevo Bank i Serranilla Bank) ima jedinstveni FIPS (INCITS) kod države prema Federalnom standardu za obradu informacija koji ga tretira kao ekvivalent okruga u statističke svrhe; "74" je kod na razini države za Male udaljene otoke SAD-a.[19][20]
2. ↑  GEC je kratica za "Geopolitički entiteti i kodovi", sustav kodiranja koji zamjenjuje kodove FIPS 10-4; kodovi (kao što je FQ za otok Baker) tretiraju svaki otok kao da je država.[21]
3. ↑  Pravo polažu Maršalovi Otoci.
4. ↑  Pravo su polagali Havaji dok su bili neovisni. Atol Palmyra je službeno bio dio teritorija Hawaii do 1959., kada su Havaji postali američka savezna država.
5. ↑  Haiti polaže pravo.
6. ↑  Pod upravom Kolumbije, pravo polaže i Jamajka, nije uključen u ISO popis teritorija; njegova površina nije uključena u ukupnu površinu.
7. ↑  Pod upravom Kolumbije, također pravo polažu Honduras i Jamajka, nije uključen u ISO popis teritorija; njegova površina nije uključena u ukupnu površinu.

## Flora i fauna
- Popis ptica Malih udaljenih otoka SAD-a
- Popis sisavaca Malih udaljenih otoka SAD-a